# Calendrier (logiciel)
Pour les articles homonymes, voir Calendrier (homonymie).
Un logiciel de calendrier est un programme informatique ou une partie de programme permettant à son utilisateur d'enregistrer des rendez-vous, des réunions, des actions à mener ou tout type d'événements planifiés, sous forme de jalon ou de plages horaires. 
Ce terme de « calendrier » est donc restrictif, puisque ces logiciels recouvrent en réalité davantage les fonctions d'agenda, le calendrier ne constituant que le support.
La plupart des calendriers permettent d'indiquer les informations suivantes : titre, description, lieu, date de début, date de fin, etc.

## Fonctionnalités optionnelles
Des systèmes de notification intégrés permettent généralement de programmer des rappels, sous forme de mail automatique ou d'alerte par exemple.
De plus en plus, ces applications sont reliées à Internet pour convier des personnes à ces événements. 
Lorsqu'une invitation est acceptée, le convive voit alors également sa plage horaire remplie dans son propre calendrier avec les informations introduites par le créateur de la réunion.

## Synchronisation
Il est possible de synchroniser les agendas/calendriers sur des appareils différents, même, au moins dans certains cas, avec des logiciels différents. Ceci peut être pratique pour intégrer dans un même calendrier les rendez-vous professionnels et personnels.

## Logiciels de calendrier
De tels logiciels peuvent être disponibles sur un ordinateur (de bureau, personnel, ou portable) ou sur un smartphone :
- Cal (Unix)
- ContactOffice
- Gancio (partagé, Fediverse)
- GNOME Calendrier
- Google Agenda
- Google Calendar
- IBM Lotus Notes
- iCal
- Mailfence
- Microsoft Exchange
- Microsoft Outlook
- Mozilla Sunbird
- Mozilla Thunderbird
- Netscape Communicator
- Novell GroupWise
- Sunbird
- Windows Live Mail